# Taurano
Taurano – miejscowość i gmina we Włoszech, w regionie Kampania, w prowincji Avellino.
Według danych na 1 stycznia 2022 roku gminę zamieszkiwało 1477 osób (718 mężczyzn i 759 kobiet).